# Jahresförderung
Die Jahresförderung ist die während eines Jahres geförderte Menge des Nutzminerals (Gut) eines Bergwerkes, Bergreviers, Bergbauzweiges oder eines Landes. Das separate Ausfördern von Bergen wird nicht zur Jahresförderung gerechnet.
Die Jahresförderung wird in der Regel in t angegeben. Hin und wieder ist auch der Begriff „Jahrestonnen“ anzutreffen.

## Rohförderung
Bei der Rohförderung {\displaystyle F_{r}} wird taubes Haufwerk, d. h. Verunreinigungen, die zusammen mit dem Gut gefördert werden, eingerechnet. Der Berechnung von Förderanlagen, Streckenquerschnitten und Aufbereitungsanlagen eines Bergwerkes werden aufgrund der angenommenen Rohförderung geplant.

## Verwertbare Förderung
Die verwertbare Förderung ist die Rohförderung weniger der Aufbereitungsabgänge, der wirtschaftlich verwertbare Teil der Gesamtförderung. Sie dient als Berechnungsgrundlage für alle wirtschaftlichen Belange.
{\displaystyle F_{v}=F_{r}-A_{a}g}

## Monats- und Tagesförderung
Die Monats- und Tagesförderung eines Bergwerkes werden nach denselben Kriterien wie die Jahresförderung ermittelt.